# Shirin Ebadi
Shirin Ebadi (persisk: شيرين عبادى, født 21. juni 1947 i Hamedan) er en iransk advokat, tidligere dommer, foredragsholder, forfatter og aktivist.
Den 10. oktober 2003 blev Ebadi tildelt Nobels fredspris for sit betydelige og banebrydende arbejde for demokrati og menneskerettigheder, specielt arbejdet for kvinders, børns og flygtninges rettigheder. Hun var den første iraner og den første muslimske kvinde, der modtog prisen, og tusindvis modtog hende i lufthavnen, da hun vendte tilbage fra Paris, efter at modtaget prisen. Reaktionerne i Iran var blandede, entusiastiske støtter hyldede hende i lufthavnen, mens de konservative medier nedtonede prisens betydning og den daværende præsident Mohammad Khatami kritiserede prisen for at være politisk motiveret.
I 2009 offentliggjorde Norges Udenrigsminister Jonas Gahr Støre en udtalelse, der oplyste at Ebadis Nobels fredspris var blevet konfiskeret af de iranske myndigheder og at "Det var første gang at en Nobels fredspris var blevet konfiskeret af en statslig myndighed." Iran afviste anklagerne.
Ebadi boede i Teheran, men hun har været i eksil i Storbritannien siden juni 2009, på grund af den stigende forfølgelse iranere, der er regimekritiske. I 2004 figurerede hun på Forbes Magazines liste over den "100 mest magtfulde kvinder i verden". Hun figurerer også på en liste over de "100 mest indflydelelsesrige kvinder i historien."

## Forfatterskab
Ebadi er forfatter til flere populære bøger om sit eget liv og sin politiske kamp. To af de bedst kendte er "Iran awakening"/"Iranske erindringer", som beskriver hendes egen opvækst, karriere, familieliv og politiske kamp i et Iran under store forandringer, og "Until we are free", som fokuserer på de forskellige sager, som hun har arbejdet med igennem sin karriere som menneskerettighedsaktivist.